# Näsinge kyrka
Näsinge kyrka är en kyrkobyggnad som sedan 2002 tillhör Idefjordens församling (tidigare Näsinge församling) i Göteborgs stift. Den ligger på en höjd söder om samhället Näsinge i Strömstads kommun.

## Historia
En kyrkobyggnad har funnits på platsen sedan tidig medeltid. Den tidigare kyrkan, som var byggd av sten och hade en fristående klockstapel, revs 1864 då nuvarande kyrka skulle uppföras. Den hade takmålningar utförda 1730 av Christian von Schönfeldt. Vid rivningen såldes brädorna och skingrades, men 21 brädor erbjöds Göteborgs stadsmuseum som köpte dem 1929. De är nu överlämnade till Bohusläns museum.   

## Kyrkobyggnaden
Nuvarande vitmenade stenkyrka uppfördes 1864 efter ritningar av arkitekt Ernst Jacobsson i en för tiden typisk stil. Den utmärks av att ha ett okonventionellt utformat torn med en hög spira över lanterninen, som kröns av ett kors vilande på en glob. Interören i vitt har en synlig takkonstruktion.  
En större renovering genomfördes 1937 under ledning av Axel Forssén, varvid kyrkan avkortades genom att en tredjedel av långhuset avlägsnades vid östra sidan och en ny korvägg med absid murades upp i det nya läget. 

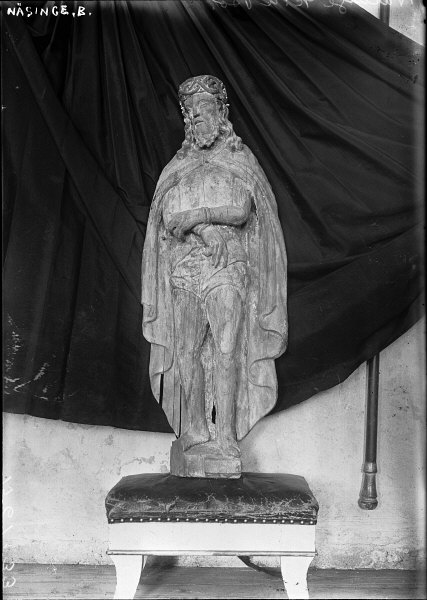
Träskulpturen Smärtornas man

## Inventarier
- Altartavlan från 1875 återger nattvarden.
- I altaret finns även ett medeltida krucifix
- Smärtornas man, en snidad träskulptur från 1500-talet
- Ett dopfat i mässing från 1600-talet.
- Ljuskrona i trä från 1600-talet.
- Ett broderat velum från 1866.

## Orgel
Kyrkan har en ny orgel från 1964, tillverkad av Grönvalls orgelbyggeri i vilken dock två stämmor från den gamla orgeln från 1877 finns integrerade. Tillsammans med Ysby kyrka är detta det enda bevarade av orgelbyggaren Carl August Johansson.